# 亞克傳承 (遊戲)
《亞克傳承》是G-Craft为索尼PlayStation开发的策略角色扮演游戏，是妖精战士系列首部作品。1995年6月在日本发行，2002年4月收录于《妖精战士合辑》在北美发行。日版由索尼电脑娱乐发行，美版由Working Designs发行。这是日本1995年最畅销PlayStation游戏，销量超过百万。《妖精战士》有两部后传。
故事开始于女孩库库鲁熄灭封印之炎。而同时，英雄亚克开始寻找10年前离开母子二人的父亲。然而熄灭火种后天象产生了变异，之后库库鲁和亚克相遇。
日本杂志《Fami通》给游戏打出31/40分。

## 關聯作品
漫畫
- アーク・ザ・ラッド（全1巻、著：加倉井ミサイル、バーガーSC）

小說
- アークザラッド（著：山田桜丸、集英社スーパーファンタジー文庫）
- 小説アークザラッド ― アークザラッド(1)封印の滝へ（著：飯野文彦、エニックスゲームノベルシリーズ）